# Heinrich Lummer
Heinrich Lummer, född 21 november 1932 i Essen, död 15 juni 2019 i Zehlendorf, var en tysk politiker (CDU och Die Deutschen Konservativen). Han var från 1981 till 1986 senator och borgmästare (biträdande regerende borgmästare) i förbundslandet Berlin.